# Granges-Narboz
Granges-Narboz is een gemeente in het Franse departement Doubs (regio Bourgogne-Franche-Comté). De plaats maakt deel uit van het arrondissement Pontarlier. Granges-Narboz telde op 1 januari 2022 1.355 inwoners.

## Geografie
De oppervlakte van Granges-Narboz bedraagt 16,22 vierkante kilometer; de bevolkingsdichtheid is 78 inwoners per km² (per 1 januari 2019).
De onderstaande kaart toont de ligging van Granges-Narboz met de belangrijkste infrastructuur en aangrenzende gemeenten.

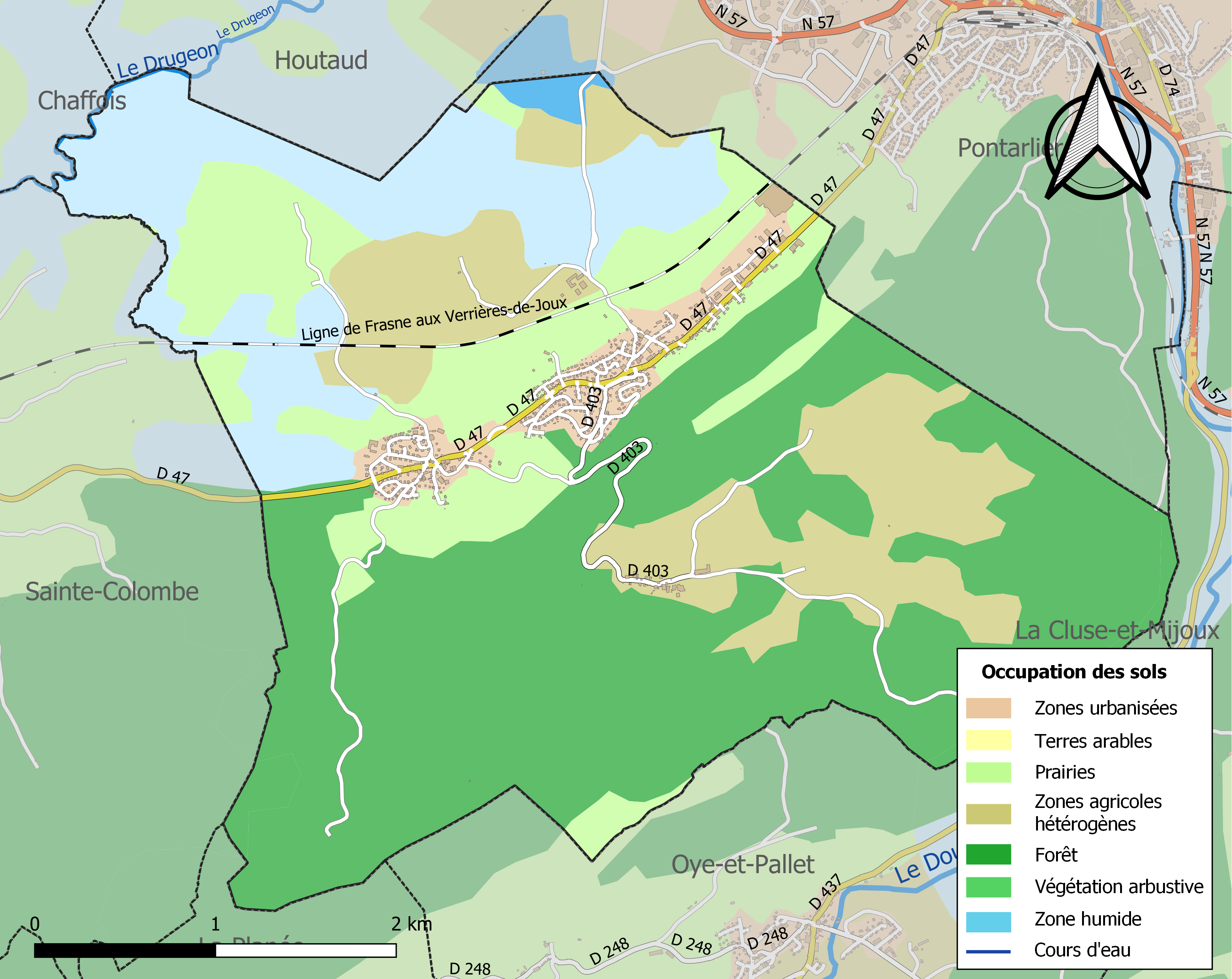

## Demografie
Onderstaande figuur toont het verloop van het inwonertal (bron: INSEE-tellingen).